# Звънарци
Звънарци е село в Североизточна България. То се намира в община Кубрат, област Разград.

## География
Релефът на землището е равнинно-хълмист. Западно от селото се разполага Звънарската гора. Посредством общински път селото се свързва с Републикански път III-2102.
В Звънарци стопанството има предимно животновъден и земеделски характер. В близост до селото има два големи язовира, които целогодишно привличат много риболовци.

## История
Старото име на село Звънарци е Гюведже. В началото селото се е състои от шест махали, като по-късно се разраства. Населението му е предимно от мюсюлмани.
През 1933 г. географът Васил Маринов изследва селото и го определя в рамките на антропогеографските граници на Делиормана.
В края на Втората световна война през селото преминават отряди на Червената армия и се снабдяват със стопански стоки от селото.

## Културни и природни забележителности
Според официалните данни на НАИМ към БАН в землището на селото са разкрити шестдесет и един археологически обекта с национално значение – пет надгробни могили в местностите „Пасканлъка“, „Коруклук“ и „Чаушко“, а също така и Селище от Елинистическа епоха в местността „Тринджова“. В селото се намира и една недвижима културна ценност – джамията, обявена за архитектурно-строителна ценност на 22 август 1983 г. 
Народното читалище „Васил Левски“ в Звънарци е традиционен участник в различни прояви от фолклорен тип, като фолклорната група има получени много грамоти. Читалището има и певчески състав, който изпълнява автентични турски песни, като също има спечелени награди. Читалището се е представяло на съборите в Копривщица, Рожен и Велико Търново. В близост до селото се намира местност наречена Аязмо с малък манастир и извор, водата от който се смята за лечебна.

## Редовни събития
Сборът на селото се организира ежегодно около 24 май с традиционни кушии с коне в четири гари.
- Учредители на ТКЗС Звънарци пред нанизи тютюн
- Отчитане на социалистическо съревнование в участъка, ок. 1965. Управата на ТКЗС „Север“, отляво надясно: Величко Илиев (ОФ), Васил (агроном), Друми Георгиев (агроном), Пенчо Литев (председател), местни механизатори